# Hilara striaticollis
Hilara striaticollis är en tvåvingeart som beskrevs av Becker 1907. Hilara striaticollis ingår i släktet Hilara och familjen dansflugor. Inga underarter finns listade i Catalogue of Life.